# Fałsz materialny
Fałsz materialny – występek polegający na przerobieniu lub podrobieniu dokumentu. Karalne jest również używanie przerobionego lub podrobionego dokumentu jako autentycznego. Dla bytu przestępstwa nie ma znaczenia, czy treść tak powstałego dokumentu odpowiada prawdzie.
- Przerobienie polega na zmianie treści istniejącego oryginalnego dokumentu przez osobę do tego nieupoważnioną,
- Podrobieniem jest natomiast sporządzenie dokumentu, który ma wywoływać wrażenie, że pochodzi od innej osoby. Wówczas powstaje falsyfikat dokumentu. Dotyczy to także podpisania się cudzym nazwiskiem za zgodą tej osoby.

Przestępstwem jest również wypełnienie lub użycie blankietu opatrzonego cudzym podpisem (np. weksla in blanco) niezgodnie z wolą osoby podpisanej na blankiecie i na jej szkodę. Jednak sprawca, który dopuścił się podrobienia lub przerobienia weksla in blanco (przede wszystkim podpisu na wekslu) odpowiada jak za fałszowanie pieniędzy.